# Рготина
Рготина је насељено место града Зајечара у Зајечарском округу. Према попису из 2022. било је 1.017 становника.
Овде се налази Рготско језеро.

## Историја
У септембру 1935. убијен је бивши председник општине Стојан Мијајловић.
У Рготини су, 15. септембра 1944. године, вођени преговори и потписан споразум између Радивоја Јовановића Брадоње, команданта 14. Српског корпуса НОВЈ и Фјодора Ивановича Толбухина, совјетског маршала и команданта 3. Украјинског фронта. У споразуму је предвиђено ослобађање Београда без директног удара на сам град.
Тито је, после консултација и убеђивања од стране Винстона Черчила, одустао од овог плана. Оригинал споразума чува се у Архиву ЦК КПСС у Москви.

## Демографија
Према попису из 2022. године у насељу Рготина живи 879 пунолетна становника, а просечна старост становништва износи 48,12 година (45,57 код мушкараца и 50,98 код жена). У насељу има 395 домаћинства, а просечан број чланова по домаћинству је 2,57.
Ово насеље је великим делом насељено Србима (према попису из 2002. године), а у последњих пет пописа, примећен је пад у броју становника.
|             | \| Демографија[5] \| Демографија[5] \| Демографија[5] \| \| Година \| Становника \| Становника \| \| -------------- \| -------------- \| -------------- \| \| 1948. \| 2.223 \| \| \| 1953. \| 2.331 \| \| \| 1961. \| 2.539 \| \| \| 1971. \| 2.578 \| \| \| 1981. \| 2.407 \| \| \| 1991. \| 2.088 \| 2.054 \| \| 2002. \| 1.721 \| 1.760 \| \| 2011. \| 1.452 \| \| \| 2022. \| 1.017 \| \| |            |
| Демографија | |            |
| Година      | Становника | Становника |
| 1948.       | 2.223 |            |
| 1953.       | 2.331 |            |
| 1961.       | 2.539 |            |
| 1971.       | 2.578 |            |
| 1981.       | 2.407 |            |
| 1991.       | 2.088 | 2.054      |
| 2002.       | 1.721 | 1.760      |
| 2011.       | 1.452 |            |
| 2022.       | 1.017 |            |

| Етнички састав према попису из 2002.‍ | Етнички састав према попису из 2002.‍ | Етнички састав према попису из 2002.‍ | Етнички састав према попису из 2002.‍ | Етнички састав према попису из 2002.‍ |
| ------------------------------------ | ------------------------------------ | ------------------------------------ | ------------------------------------ | ------------------------------------ |
|                                      |                                      |                                      |                                      |                                      |
| Срби                                 | Срби                                 |                                      | 1.704                                | 99,01%                               |
| Македонци                            | Македонци                            |                                      | 5                                    | 0,29%                                |
| Власи                                | Власи                                |                                      | 5                                    | 0,29%                                |
| Роми                                 | Роми                                 |                                      | 1                                    | 0,05%                                |
| Бугари                               | Бугари                               |                                      | 1                                    | 0,05%                                |
| Југословени                          | Југословени                          |                                      | 1                                    | 0,05%                                |
| непознато                            | непознато                            |                                      | 3                                    | 0,17%                                |

| Година пописа     | 1948. | 1953. | 1961. | 1971. | 1981. | 1991. | 2002. |
| ----------------- | ----- | ----- | ----- | ----- | ----- | ----- | ----- |
| Број домаћинстава | 562   | 599   | 696   | 726   | 683   | 614   | 584   |

| Број чланова      | 1   | 2   | 3  | 4  | 5  | 6  | 7  | 8 | 9 | 10 и више | Просек |
| ----------------- | --- | --- | -- | -- | -- | -- | -- | - | - | --------- | ------ |
| Број домаћинстава | 152 | 152 | 82 | 77 | 55 | 37 | 21 | 6 | 1 | 1         | 2,95   |

| Пол    | Укупно | Неожењен/Неудата | Ожењен/Удата | Удовац/Удовица | Разведен/Разведена | Непознато |
| ------ | ------ | ---------------- | ------------ | -------------- | ------------------ | --------- |
| Мушки  | 752    | 202              | 459          | 57             | 34                 | 0         |
| Женски | 769    | 81               | 462          | 187            | 39                 | 0         |
| УКУПНО | 1.521  | 283              | 921          | 244            | 73                 | 0         |

| Пол    | Укупно                    | Пољопривреда, лов и шумарство | Рибарство                            | Вађење руде и камена | Прерађивачка индустрија       |
| ------ | ------------------------- | ----------------------------- | ------------------------------------ | -------------------- | ----------------------------- |
| Мушки  | 323                       | 24                            | 0                                    | 163                  | 42                            |
| Женски | 148                       | 52                            | 0                                    | 30                   | 11                            |
| УКУПНО | 471                       | 76                            | 0                                    | 193                  | 53                            |
| Пол    | Производња и снабдевање   | Грађевинарство                | Трговина                             | Хотели и ресторани   | Саобраћај, складиштење и везе |
| Мушки  | 0                         | 17                            | 4                                    | 3                    | 29                            |
| Женски | 0                         | 0                             | 14                                   | 5                    | 3                             |
| УКУПНО | 0                         | 17                            | 18                                   | 8                    | 32                            |
| Пол    | Финансијско посредовање   | Некретнине                    | Државна управа и одбрана             | Образовање           | Здравствени и социјални рад   |
| Мушки  | 2                         | 0                             | 5                                    | 2                    | 3                             |
| Женски | 0                         | 0                             | 3                                    | 6                    | 15                            |
| УКУПНО | 2                         | 0                             | 8                                    | 8                    | 18                            |
| Пол    | Остале услужне активности | Приватна домаћинства          | Екстериторијалне организације и тела | Непознато            | Непознато                     |
| Мушки  | 3                         | 0                             | 0                                    | 26                   | 26                            |
| Женски | 2                         | 0                             | 0                                    | 7                    | 7                             |
| УКУПНО | 5                         | 0                             | 0                                    | 33                   | 33                            |